# Petr II. z Courtenay
Petr, známý také jako Petr II. z Courtenay (francouzsky Pierre de Courtenay; zemřel 1219), byl latinským císařem od roku 1216 do roku 1217.

## Život
Petr II. byl synem Petra I. z Courtenay (zemřel 1183), nejmladšího syna Ludvíka VI. a jeho druhé manželky Adély Savojské. Jeho matkou byla Alžběta z Courtenay, dcera Renauda z Courtenay (zemřel 1194) a Hawise du Donjon.
Petr se poprvé oženil s Anežkou I. z Nevers, díky které získal hrabství Nevers, Auxerre a Tonnerre. Po její smrti v roce 1192 nebo 1193 se znovu oženil s Jolandou Flanderskou, sestrou Balduina a Jindřicha Flanderského, kteří se později stali prvním a druhým císařem Latinského císařství. Petr doprovázel svého bratrance krále Filipa II. Augusta na třetí křížové výpravě a spolu se svým bratrem Robertem bojoval v křížové výpravě proti Albigenským v letech 1209-1211, když se účastnil obléhání města Lavaur. Také se zúčastnil bitvy u Bouvines v roce 1214.
Když jeho švagr císař Jindřich zemřel v roce 1216 bez dědiců, byl Petr vybrán jako jeho nástupce a s malou armádou vyrazil ze svého sídla Druyes ve Francii, aby získal Latinské císařství. Dne 9. dubna 1217 byl papežem Honoriem III. korunován císařem v bazilice svatého Vavřince před hradbami v Římě. Poté si od Benátčanů půjčil lodě, za což jim slíbil, že jim dobude Drač, ale to se mu nepovedlo. Do Konstantinopole nakonec musel cestovat po souši. Cestou ho zajal epirský despota, Theodoros Komnenos Doukas a uvěznil ho. Petr ve vězení po dvou letech zemřel. Nikdy se tak nedostal k vládě ve své říši. Nějakou dobu za něj vládla jeho žena Jolanda, které se do Konstantinopole podařilo dostat. Dva jeho synové, Robert I. a Balduin II. se poté stali císaři Latinského císařství.

## Rodina
Se svojí první manželkou Anežkou I. z Nevers měl jedno dítě, Matildu I. z Nevers. Se svojí druhou manželkou Jolandou Flanderskou měl 10 dětí:
- Filip II. Namurský (zemřel 1226), markýz z Namuru, který se odmítl stát latinským císařem
- Robert I. Konstantinopolský (zemřel 1228), císař Latinské říše
- Jindřich II. Namurský (zemřel 1229), markýz z Namuru
- Balduin II. Konstantinopolský (zemřel 1273), císař Latinské říše
- Markéta z Courtenay, hraběnka z Namuru, která se provdala za Raoula I. z Lusignanu a poté za Jindřicha z Viandenu
- Alžběta z Courtenay, která se provdala za Waltera z Baru a poté za Eudese z Montagu
- Jolanda z Courtenay, která se provdala za uherského krále Ondřeje II.
- Eleanora, která se provdala za Filipa z Montfortu
- Marie z Courtenay, která se provdala za Theodora I. Laskarise
- Anežka, která se provdala za achajského knížete Geoffreyho II. z Villehardouinu

Měl také nemanželského syna:
- Geoffrey z Lavauru (zemřel 1229)